# Георг Гартманн Ліхтенштейнський
Георг Гартманн Марія Йозеф Франц де Паула Алоїз Ігнатіус Бенедіктус Мартін Ліхтенштейнський (нім. Georg Hartmann Maria Josef Franz de Paula Aloys Ignatius Benediktus Martin von und zu Liechtenstein, нар. 11 листопада 1911 — пом. 18 січня 1998) — принц Ліхтенштейнський, син принца Алоїза Ліхтенштейнського та ерцгерцогині Австрійської Єлизавети Амалії.

## Біографія
Георг народився 11 листопада 1911 року в Ґросс Улесдорфі. Він був четвертою дитиною та третім сином принца Алоїза Ліхтенштейнського та його дружини Єлизавети Амалії Австрійської. Мав старших братів Франца Йоcифа та Карла Альфреда й сестру Марію Терезію. Згодом родина поповнилася чотирма молодшими дітьми.
Мешкало сімейство у замку Ґросс-Улленсдорф у чеській частині Австро-Угорщини, поблизу міста Шумперк. У 1945 році його було експропрійовано на підставі декретів Бенеша.
У віці 36 років Георг одружився з 24-річною герцогинею Марією Крістіною Вюртемберзькою, яка походить з католицької гілки Вюртемберзького дому. Весілля відбулося 23 вересня 1948 в Альтсгаузені. У подружжя народилося семеро дітей. Всі вони з'явились на світ у Відні. 
Георг помер також у Відні 18 січня 1998 у віці 86 років. Похований у князівській усипальні в Вадуці.

## Родина
Дружина — Марія Крістіна Вюртемберзька
Діти:
- Маргарита (нар. 1950) — дружина Ганса Пітера Кліна, має двох дітей;
- Марія Ассунта (нар. 1952) — дружина Гаральда Лінка, має двох дітей;
- Ізабелла (нар. 1954) — дружина графа Раймунда цу Ербах-Фюрстенау, має четверо дітей;
- Крістоф (нар. 1958) — неодружений, дітей не має;
- Марія Єлена (нар. 1960) — неодружена, дітей не має;
- Георгіна (нар. 1962) — дружина графа Клеменса фон Вальдбург цу Зайль унд Траухбург, має п'ятеро дітей;
- Мікаела (нар. 1969) — неодружена, дітей не має.